# غوستافو دوارتي
غوستافو دوارتي (بالبرتغالية: Gustavo Duarte‏) هو رسام برازيلي، ولد في 19 مايو 1977.